# 海恩斯福爾斯 (紐約州)
海恩斯福爾斯（英語：Haines Falls）是位於美國紐約州格林縣的普查規定居民點。

## 人口
根據2020年美國人口普查的數據，海恩斯福爾斯的面積為2.12平方千米，皆為陸地。當地共有人口249人，而人口密度為每平方千米117.45人。